# Stazione meteorologica di Castellana Groppo
La stazione meteorologica di Castellana Groppo è la stazione meteorologica di riferimento relativa all'omonima località del territorio comunale di Gropparello.

## Coordinate geografiche
La stazione meteo si trova nell'Italia nord-orientale, in Emilia-Romagna, in provincia di Piacenza, nel comune di Gropparello, in località Castellana Groppo, a 434 metri s.l.m. e alle coordinate geografiche 44°48′N 9°44′E.

## Dati climatologici
In base alla media trentennale di riferimento 1961-1990, la temperatura media del mese più freddo, gennaio, si attesta a +1,7 °C; quella del mese più caldo, luglio, è di +22,8 °C .
| Castellana Groppo  | Mesi | Mesi | Mesi | Mesi | Mesi | Mesi | Mesi | Mesi | Mesi | Mesi | Mesi | Mesi | Stagioni | Stagioni | Stagioni | Stagioni | Anno |
| Castellana Groppo  | Gen  | Feb  | Mar  | Apr  | Mag  | Giu  | Lug  | Ago  | Set  | Ott  | Nov  | Dic  | Inv      | Pri      | Est      | Aut      | Anno |
| ------------------ | ---- | ---- | ---- | ---- | ---- | ---- | ---- | ---- | ---- | ---- | ---- | ---- | -------- | -------- | -------- | -------- | ---- |
| T. max. media (°C) | 3,4  | 5,6  | 9,3  | 14,5 | 18,3 | 23,0 | 26,3 | 25,6 | 21,5 | 14,7 | 8,8  | 4,8  | 4,6      | 14,0     | 25,0     | 15,0     | 14,7 |
| T. min. media (°C) | 0,0  | 1,2  | 4,7  | 8,5  | 12,2 | 16,3 | 19,2 | 19,0 | 15,8 | 10,3 | 5,3  | 1,5  | 0,9      | 8,5      | 18,2     | 10,5     | 9,5  |